# Katarzyna Wasilkowska
Katarzyna Anna Wasilkowska z domu Wesołowska (ur. 30 marca 1970 w Gdańsku) – polska autorka książek dla dzieci i młodzieży.
Zadebiutowała w 2015 roku w Wydawnictwie Literatura powieścią Jowanka i gang spod Gilotyny. Jest laureatką nagrody „Guliwera w krainie Olbrzymów” za rok 2016, przyznawanej przez kwartalnik Guliwer za znaczące zaistnienie na rynku literatury dziecięcej.
Absolwentka I LO im. M. Kopernika w Gdańsku. Członkini Unii Literackiej oraz Stowarzyszenia Polskiej Sekcji IBBY. W 2023 roku dołączyła do kapituły konkursu Literacka Podróż Hestii.
Siostra kompozytora Stefana Wesołowskiego.

## Książki
- Mieszko detektyw. Draka na scenie (Wydawnictwo Wilga, 2025, I wyd. ISBN 978-83-8319-912-2)
- Wielki Bieg Gwiazdkowy (Wydawnictwo Dwukropek, 2024, ISBN 978-83-8141-844-7)
- Kochany Panie Święty Mikołaju (Wydawnictwo Literatura, 2024, I wyd. ISBN 978-83-8208-291-3)
- Było sobie królestwo (Wydawnictwo Literatura, 2024, I wyd. ISBN 978-83-8208-286-9)
- Mieszko detektyw. Kto buchnął kask? (Wydawnictwo Wilga, 2024, I wyd.  ISBN 978-83-8318-970-3)
- Witajcie w Chudegnatach (Wydawnictwo Literatura, 2024, I wyd. ISBN 978-83-8208-251-7)
- Mieszko detektyw. Zagadka skradzionych kluczy (Wydawnictwo Wilga, 2024, I wyd. ISBN 978-83-8318-969-7)
- Ryś miasta (Wydawnictwo Literatura, 2023, I wyd. ISBN 978-83-8208-149-7)
- Jowanka i Pierścień Kurantów (Wydawnictwo Literatura, 2022, I wyd. ISBN 978-83-8208-095-7)
- Noc strachów. Opowieści z ulicy Słonecznej (Wydawnictwo Literatura, 2022, I wyd. ISBN 978-83-8208-036-0)
- Już, już! (Wydawnictwo Literatura, 2021, I wyd. ISBN 978-83-7672-976-3)
- Kilka niedużych historii (Wydawnictwo Adamada, 2021, I wyd. ISBN 978-83-8118-094-8)
- Jagodowy dziadek (Wydawnictwo Literatura, 2021, I wyd. ISBN 978-83-7672-940-4)
- Świat Mundka (Wydawnictwo Literatura, 2020, I wyd. ISBN 978-83-7672-910-7)
- Niebajka o Mikołaju (Fundacja Centrum św. Jacka, 2020, I wyd. ISBN 978-83-8998-510-1)
- Kobra (Wydawnictwo Literatura, 2018, I wyd. ISBN 978-83-7672-645-8)
- Baltazar wraca do domu (Wydawnictwo Literatura, 2017, I wyd. ISBN 978-83-7672-533-8)
- Królestwo, jakich wiele (Wydawnictwo Literatura, 2016, I wyd. ISBN 978-83-7672-449-2)
- Mleczak (Wydawnictwo Literatura, 2016, I wyd. ISBN 978-83-7672-440-9)
- Jowanka i gang spod Gilotyny (Wydawnictwo Literatura, 2015, I wyd. ISBN 978-83-7672-359-4)

## Udział w antologiach
- Czarownice są wśród nas (Wydawnictwo Literatura, 2017, I wyd. ISBN 978-83-7672-501-7)
- Naprawdę szczęśliwy?! Trzy wariacje na temat Kaloszy szczęścia Hansa Christiana Andersena (Biblos, 2025, I wyd. ISBN 978-83-8354-127-3)
- Gdzie jest Smoky? Opowiadania o maskotkach olimpijskich (Polski Komitet Olimpijski, 2025, ISBN 978-83-965691-9-6)

## Udział w pracach zbiorowych
- Koduj w Pythonie – tworzymy grę przygodową. Programowanie dla początkujących (Fundacja Rozwoju Edukacji Cyfrowej, 2020, I wyd. ISBN 978-83-956307-1-2)

## Wydania zagraniczne
Одоохон одоохон! – Już, już! w mongolskim przekładzie Tuvshu Sodovsuren, Oyut Publishing, Ułan Bator 2024. Tłumaczenie otrzymało wsparcie Instytutu Książki w ramach Programu Translatorskiego ©POLAND

## Nagrody i wyróżnienia
- 2016 „Guliwer w krainie Olbrzymów”
- 2019 stypendium MKiDN[10]
- 2019 wyróżnienie w konkursie[11] 26.Ogólnopolskiej Nagrody Literackiej im. Kornela Makuszyńskiego za powieść Kobra
- 2020 stypendium MKiDN Kultura w sieci[12]
- 2020 wyróżnienie w konkursie[13] Książka Roku 2020 Polskiej Sekcji IBBY za powieść Świat Mundka
- 2021 Świat Mundka wpisany na Listę Skarbów Muzeum Książki Dziecięcej[14] oraz nominowany w pierwszej edycji konkursu Literacka Podróż Hestii[15]
- 2022 Nagroda Główna XX edycji Konkursu Świat Przyjazny Dziecku, organizowanego przez Komitet Ochrony Praw Dziecka za zbiór opowiadań Kilka niedużych historii[16]
- 2022 książka Już, już! nagrodzona Koziołkiem oraz Nagrodą Czytelników w 29.Ogólnopolskim Konkursie Literackim im. Kornela Makuszyńskiego[17]. Była też nominowana w drugiej edycji konkursu Literacka Podróż Hestii[18] oraz do Nagrody im. Ferdynanda Wspaniałego[19]
- 2023 II Nagroda w VI.Konkursie Literackim im. Astrid Lindgren, w kategorii powieść dla dzieci od sześciu do dziesięciu lat za Witajcie w Chudegnatach[20]. Powieść nominowana w konkursie Książka Roku 2024 Polskiej Sekcji IBBY[21]
- 2024 Witajcie w Chudegnatach wpisane na Złotą Listę książek dla dzieci[22]
- 2025 stypendium MKiDN[23]
- 2025 Nagroda Główna XXIII edycji Konkursu Świat Przyjazny Dziecku, organizowanego przez Komitet Ochrony Praw Dziecka za Wielki Bieg Gwiazdkowy[24]